# Silvano Beltrametti
Silvano Beltrametti, né le 22 mars 1979 à Vaz/Obervaz, est un skieur alpin suisse.
Grand espoir du ski alpin suisse, il est victime d'un grave accident lors d'une descente à Val d'Isère en 2001, qui le laisse paralysé.

## Carrière sportive
Silvano Beltrametti commence sa carrière en Coupe du monde de ski alpin au cours de la saison 1997-1998, à l'âge de 18 ans, ce qui est remarquablement jeune pour un athlète participant aux disciplines de vitesse - descente et super-G. En décembre 1998, il termine pour la première fois dans les points (30 meilleurs coureurs) en signant une prometteuse 13e place lors de la descente de Val d'Isère, 1s57" derrière le vainqueur Lasse Kjus. L'année suivante, en novembre 1999, il signe son premier "top 10" lors de la difficile descente de Beaver Creek, terminant 9e d'une course remportée par Hermann Maier.
C'est toutefois la saison 2000-2001 qui marque véritablement son explosion au plus haut niveau. Le 25 novembre 2000, il termine à la deuxième place de la descente de Lake Louise, puis enchaine les performances dans les quinze meilleurs en descente et en super-G, signant notamment une 8e place lors de la descente de Val d'Isère puis deux 6e places en fin de saison lors des descentes de Kvitfjell et d'Åre. Le 7 février, lors des Championnats du monde de ski alpin à Sankt Anton, il croit longtemps qu'il va décrocher la médaille de bronze de la descente, lorsque l'inattendu Florian Eckert, parti avec un dossard élevé, lui souffle la 3e place pour 11 centièmes. Il termine la saison 7e meilleur descendeur du monde, à 21 ans.
Il aborde la saison 2001-2002 en tant que chef de file d'une équipe suisse de descente qui place de gros espoirs en lui. Pour sa première course de la saison, il signe son deuxième podium en Coupe du monde en prenant la 3e place du super-G de Val d'Isère. 3e du deuxième entrainement et courant sur une piste qu'il apprécie, il fait partie des favoris lors de la descente du lendemain. Parti avec le dossard 14, il se présente au 3e temps intermédiaire avec le meilleur temps, lorsqu'il commet une faute qui le fait sortir du tracé.

## Accident
En course pour une victoire lors de la descente de Val d'Isère le 8 décembre 2001, Silvano Beltrametti commet une faute qui le propulse à grande vitesse dans une bâche de sécurité placé en bordure de piste, à la sortie d'un virage. Il percute celle-ci skis en avant. Ses carres affutées perforent net la bâche, qu'il transperce littéralement sans être ralenti. Il termine sa course sur un rocher qui lui brise la colonne vertébrale et le laisse paralysé des membres inférieurs.[réf. nécessaire]

## Palmarès

### Championnats du monde
| Épreuve / Édition | St-Anton 2001 |
| Descente          | 4e            |
| Super-G           | 14e           |

### Coupe du monde
- Meilleur classement final au classement général : 20e en 2001.
- Meilleur classement final au classement de la descente : 7e en 2001.
- Deux podiums en Coupe du monde (1x descente, 1x super-G).